# Colt’s Manufacturing Company
Colt’s Manufacturing Company (CMC, dawniej Colt’s Patent Firearms Manufacturing Company) – amerykańskie przedsiębiorstwo produkujące broń palną, założone w 1855 roku przez Samuela Colta jako następca jego poprzedniej upadłej firmy Patent Arms Manufacturing Company of Paterson (1837–1843). Jest znane głównie z projektowania, produkcji i sprzedaży wielu rodzajów broni, zarówno na potrzeby cywilne, jak i wojskowe. Siedziba znajduje się w Hartford w stanie Connecticut w Stanach Zjednoczonych Ameryki. Colt’s Manufacturing Company jest własnością Colt Holding Company LLC, którą kupiło czeskie przedsiębiorstwo Česká zbrojovka Group SE.

## Produkty
- pistolety
- rewolwery
- karabiny
- strzelby

## Zobacz także
- Rewolwery Colt
- Samuel Colt